# Kurt-Reinhard Biermann

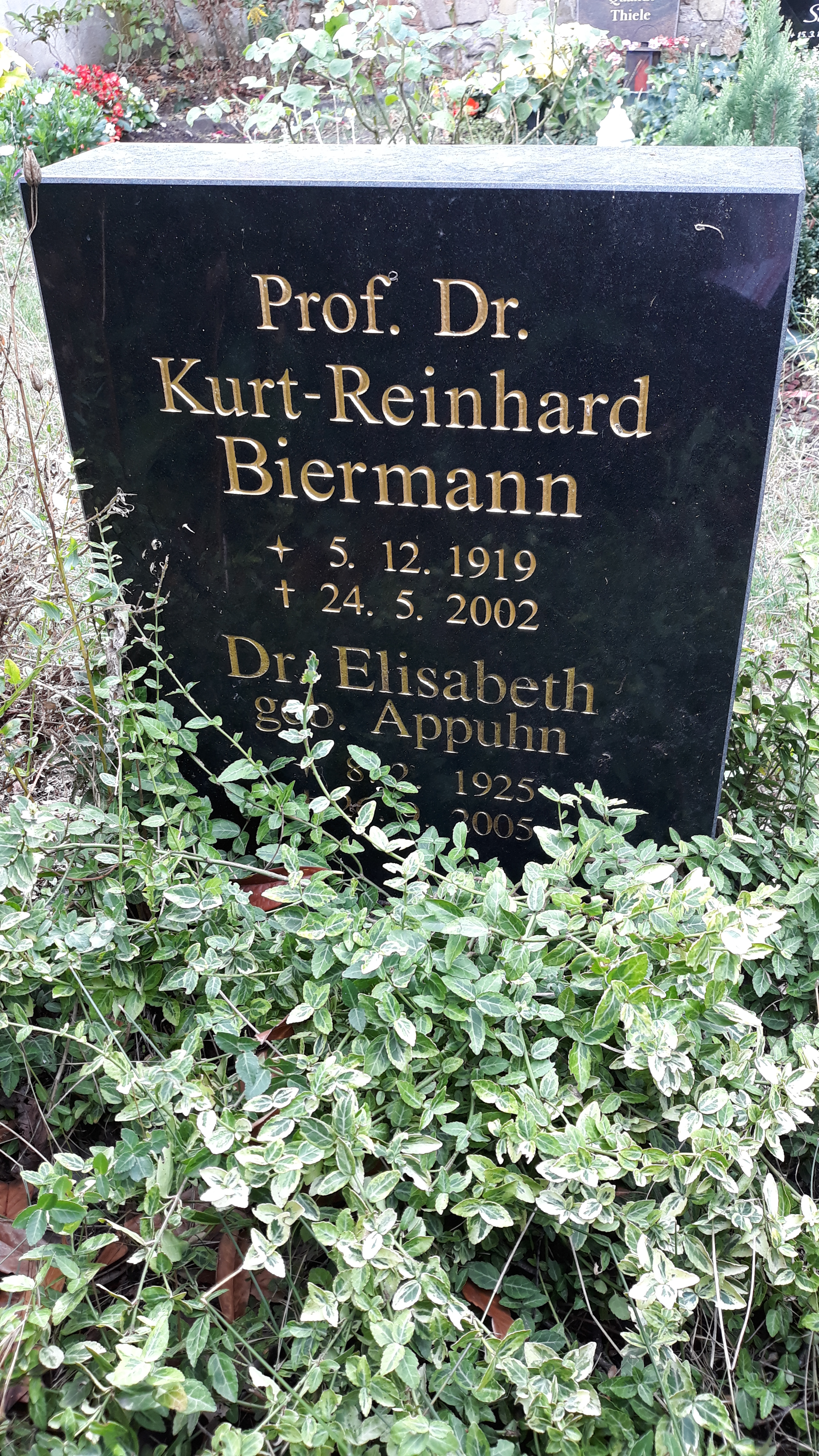
Das Grab von Kurt-Reinhard Biermann und seiner Ehefrau Elisabeth geborene Appuhn auf dem Evangelischen Friedhof Buch in Berlin.

Kurt-Reinhard Biermann, häufig Kurt-R. Biermann zitiert, (* 5. Dezember 1919 in Bernburg (Saale); † 24. Mai 2002 in Berlin) war ein deutscher Wissenschaftshistoriker und Experte für Leben und Werk von Alexander von Humboldt.

## Leben
Biermann stammte aus einer Familie des höheren Beamtentums. Sein Vater war Verwaltungsjurist und Oberstaatsanwalt, seine Mutter, eine geborene Wallmüller, kam aus einer Familie von Medizinern und Offizieren. Er besuchte das Gymnasium in Dessau. Er legte 1937 in Berlin das Abitur am Lessing-Gymnasium ab und leistete anschließend seinen Reichsarbeitsdienst sowie 1938 seinen Wehrdienst beim Infanterie-Regiment 48 in Neustrelitz. Vor der Einberufung zur Wehrmacht nahm er ein Studium in Berlin-Charlottenburg auf. Seit Beginn des Zweiten Weltkrieges war er im Einsatz und seit Ende des Frankreich-Feldzuges aktiver Offizier der Panzerwaffe. Von 1940 bis 1943 studierte er im Fernstudium an der Ingenieur-Offizier-Akademie in Stuttgart und der TH Dresden Maschinenbau. Er geriet an der Ostfront in sowjetische Kriegsgefangenschaft, aus der er 1949 zurückkehrte.
1950 fand er eine Anstellung in der Verwaltung der Deutschen Akademie der Wissenschaften (DAdW). Ab 1952 arbeitete er zunächst als Hilfskraft, dann als Assistent und Doktorand an der im Aufbau befindlichen Akademie der Wissenschaften der DDR und nahm parallel ein Fernstudium an der TH Dresden in technischen Wirtschaftswissenschaften auf. Seit Anfang 1956 arbeitete er als Mitarbeiter von Hans Ertel an der „Alexander von Humboldt-Kommission“ der Akademie. 1956 war er auch als Sekretär der Kommission zur Vorbereitung des Euler-Jubiläums tätig. Die Diplomprüfung legte er 1957 als Externer an der Humboldt-Universität Berlin ab. 1964 wurde er an der Humboldt-Universität mit Auszeichnung in der Geschichte der Mathematik promoviert. Die mathematischen Prüfungen legte er vor Heinrich Grell und dem Mathematikhistoriker Joseph Ehrenfried Hofmann aus Tübingen ab, der als korrespondierendes Mitglied der Akademie eingeladen wurde, weil es in Berlin keinen Mathematikhistoriker gab. Die Fakultät verzichtete auf eine Dissertationsschrift und erkannte die Veröffentlichungen Biermanns im Rahmen seiner Arbeit an der Akademie als solche an.
1968 habilitierte er sich mit einer Arbeit über Die Mathematik und ihre Dozenten an der Berliner Universität 1810–1920 bei Hofmann. Im folgenden Jahr ging der Leiter der „Alexander von Humboldt-Forschungsstelle“ Fritz G. Lange in den Ruhestand und Biermann wurde sein Nachfolger. 1972 wurde er zum Professor der Geschichte der Wissenschaften an der Akademie berufen.
Biermann wurde 1984 emeritiert und starb 2002 in Berlin. Er war verheiratet mit der Medizinerin Elisabeth Biermann und hatte zwei Söhne. Der jüngere starb schon 1987 im Alter von 31 Jahren an einem Herzinfarkt, was Biermann und seine Frau schwer traf, wie sein Biograph Hanno Beck berichtete.

## Werk
Biermanns erste bedeutende Entwicklung waren die Editionsgrundsätze der „Beiträge zur Alexander-von-Humboldt-Forschung“. Für die „Gedenkschrift zum 100. Todestag Alexander von Humboldts“ 1959 schrieb er den Beitrag „Über die Förderung deutscher Mathematiker durch Alexander von Humboldt“. In der Mathematikgeschichte begann er mit Veröffentlichungen zur Entwicklung der Kombinatorik, der Iteration und der Wahrscheinlichkeitsrechnung. Von dort ging er über zu Publikationen über das Verhältnis von Humboldts zur Mathematik und verschob seine Schwerpunkte zunehmend zu Humboldt und dessen vielfältigen wissenschaftlichen Forschungen.
1980 erschien eine populäre Kurzbiographie Humboldts, die bis 1990 vier Auflagen erreichte. 1988 legte er eine Bearbeitung seiner Dissertation von 1964 vor, in der er die Geschichte der „Mathematik und ihrer Dozenten an der Berliner Universität“ bis 1933 fortschrieb. Eine Sammlung seiner Aufsätze zu Humboldt erschien 1989 unter dem Titel Miscellanea Humboldtiana. 1990 bereitete er Leben und Werk Carl Friedrich Gauß’ nach seinen Gesprächen und Briefen auf.
Biermann war seit 1972 Mitglied der Deutschen Akademie der Naturforscher Leopoldina in Halle und Ehrenmitglied der Gauß-Gesellschaft in Göttingen. Er war Vizepräsident der Académie internationale d’histoire des sciences in Paris.